# Taotao

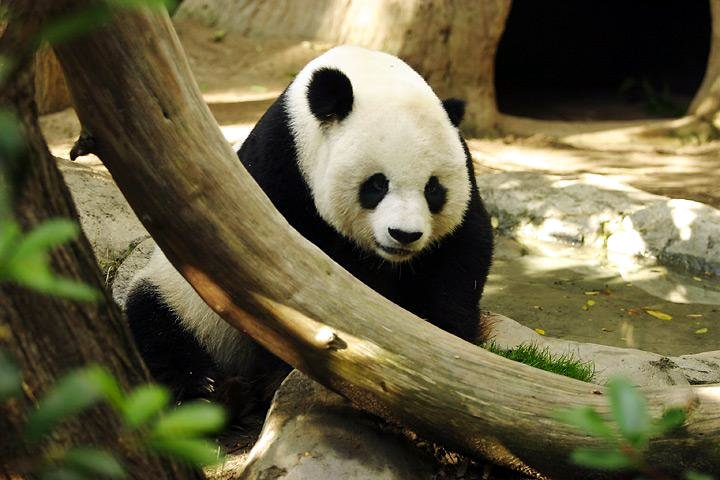
Jättepanda

Taotao (kinesiska: 涛涛), född omkring år 1972 död 2 april 2008, var en kinesisk jättepanda på Jinan zoo. När hon dog, 36 år gammal, var hon den äldsta pandan i Kina.
Taotao föddes i ett område i provinsen Gansu. Hon fångades in i oktober 1994 och fördes till Jinan zoo i provinsen Shandong där hon levde resten av sitt liv. Trots många försök att para Taotao fick hon aldrig några ungar i fångenskap.
Taotao var en av huvudattraktionerna i Jinan zoo och sågs av miljontals besökare
mellan 1994 och 2008. 
Hon dog av en stroke den 2 april 2008 efter att ha fått en blodpropp i februari. Med sina 36 år levde hon betydligt längre än de 25 år som  en jättepanda förväntas leva. Taotao begravdes i sina hemtrakter i Gansuprovinsen.
Titeln som längst levande panda i Kina övertogs av Basi på Panda Research and Exchange Center i  Fuzhou, som var 37 år gammal när hon dog år 2017.. Världens äldsta panda var Jia Jia som dog 38 år gammal i Hongkong zoo år 2016.